# Dwie kobiety i mężczyzna
Dwie kobiety i mężczyzna lub Dwaj mężczyźni i kobieta (hiszp. Mujeres riendo, Dos mujeres y un hombre lub Dos mujeres riéndose de un hombre) – obraz hiszpańskiego malarza Francisco Goi.

## Okoliczności powstania
To dzieło należy do cyklu 14 czarnych obrazów – malowideł wykonanych przez Goyę na ścianach jego rezydencji nazywanej Domem Głuchego w latach 1819–1823. Zostały one sfotografowane przez Jeana Laurenta, a następnie przeniesione na płótna w latach 1874–1878 przez malarza Salvadora Martíneza Cubellsa. Obecnie znajdują się w zbiorach Muzeum Prado. Goya wykonał ten szczególny cykl obrazów na kilka lat przed śmiercią. Wyrażają one jego lęk przed starością i samotnością, są również satyrą rodzaju ludzkiego i państwa hiszpańskiego.

## Analiza
Trudno jest jednoznacznie stwierdzić, czy przedstawione na obrazie postaci to kobiety, czy mężczyźni. Krytycy zwykle przyjmują, że dwie z nich to kobiety (postać po lewej i w środku), które patrzą na mężczyznę o zidiociałych rysach twarzy. Hiszpański tytuł obrazu można przetłumaczyć jako Śmiejące się kobiety lub Dwie kobiety śmiejące się z mężczyzny, chociaż tylko postać centralna się śmieje. Kobieta po lewej stronie, której profil ledwo mieści się w ramach obrazu, ma poważny wyraz twarzy.
Jedna z interpretacji obrazu sugeruje, że przedstawiony mężczyzna masturbuje się. Można również uznać, że jest to szaleniec lub osoba opóźniona w rozwoju, którą obserwują ciekawskie i zarazem wyśmiewające go kobiety. Stroje postaci sugerują, że pochodzą z niskiej klasy społecznej. Kobiety mogą być prostytutkami, które Goya zwykle malował parami.
Goya zestawił to malowidło z dziełem Lektura, na którym sześciu mężczyzn gromadzi się na lekturze. Obrazy wykazują podobieństwo co do techniki, kolorów i światła. Chociaż oba te obrazy znajdowały się na piętrze domu Goi wydają się bardziej pasować do mrocznych dzieł z parteru.
Tak jak w przypadku innych czarnych malowideł paleta barw jest bardzo ograniczona, dominuje czerń, ochra i brąz przełamane bielą stroju mężczyzny. To dzieło, podobnie jak cała seria, zawiera elementy właściwe dla XX-wiecznego ekspresjonizmu.